# Gefängnis Coulommiers

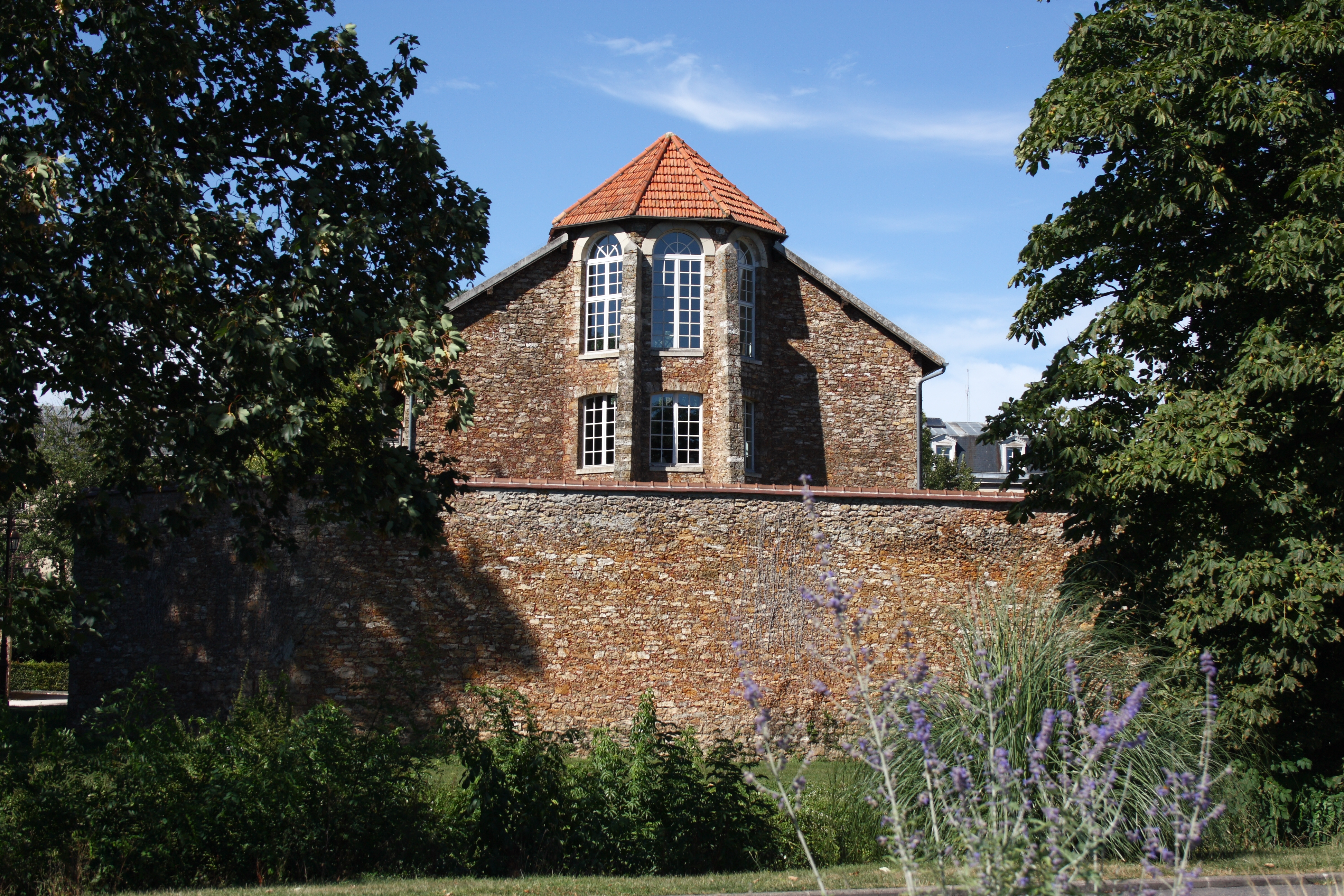
Gefängnis in Coulommiers

Das Gefängnis in Coulommiers, einer französischen Gemeinde im Département Seine-et-Marne in der Region Île-de-France, wurde 1850 errichtet. Das ehemalige Gefängnis am Impasse Venet-Rotival, außerhalb des historischen Stadtkerns, steht seit 1996 als Monument historique auf der Liste der Baudenkmäler in Frankreich.
Das Gebäude aus Bruchstein wurde nach Plänen des Architekten Mangeon erbaut und bis 1958 als Gefängnis genutzt. Es ist 28 Meter lang und 15 Meter breit. Das Gebäude wird von einer hohen Mauer umgeben und von einem Graben geschützt. Der Zugang auf das Gelände erfolgt über eine Brücke.
Seit 2003 befindet sich die Stadtbibliothek von Coulommiers im Gebäude des ehemaligen Gefängnisses.